# حجم ضربه‌ای
در فیزیولوژی قلب و عروق، حجم ضربه ای (به انگلیسی: Stroke volume) (SV) حجم خون پمپ شده از بطن چپ در هر ضربان است. حجم ضربه ای با استفاده از اندازه‌گیری حجم بطن از اکوکاردیوگرام و کم کردن حجم خون در بطن در پایان ضربان (به نام حجم پایان سیستولی) از حجم خون درست قبل از ضربان محاسبه می‌شود (حجم پایان دیاستولی نامیده می‌شود). اصطلاح حجم ضربه ای می‌تواند برای هر دو بطن قلب به کار برود، اگرچه معمولاً به بطن چپ اشاره دارد. حجم ضربه ای برای هر دو بطن به‌طور کلی برابر است، تقریباً ۷۰ میلی لیتر در یک مرد سالم ۷۰ کیلوگرمی است.
حجم ضربه ای یک عامل مهم تعیین‌کننده برون ده قلبی است که حاصل ضرب حجم ضربه ای و ضربان قلب است و همچنین برای محاسبه کسر تخلیه که حجم ضربه ای است تقسیم بر حجم پایان دیاستولی، استفاده می‌شود. از آنجا که در برخی شرایط و شرایط بیماری، میزان حجم ضربه ای کاهش می‌یابد، میزان حجم ضربه ای خود با عملکرد قلب ارتباط دارد.

## محاسبه
مقادیر ارائه شده برای یک مرد سالم 70 کیلوگرمی بیان شده‌اند.
| حجم‌های بطنی                 | حجم‌های بطنی           | حجم‌های بطنی            |
| --------------------------- | --------------------- | ---------------------- |
| مشخصه                       | بطن راست              | بطن چپ                 |
| حجم پایان دیاستولی          | 144 mL(± 23 mL)       | 142 mL (± 21 mL)       |
| حجم پایان دیاستولی/ سطح بدن | 78 mL/m2 (± 11 mL/m2) | 78 mL/m2 (± 8.8 mL/m2) |
| حجم پایان سیستولی           | 50 mL (± 14 mL)       | 47 mL (± 10 mL)        |
| حجم پایان سیستولی/ سطح بدن  | 27 mL/m2 (± 7 mL/m2)  | 26 mL/m2 (± 5.1 mL/m2) |
| حجم ضربه ای                 | 94 mL (± 15 mL)       | 95 mL (± 14 mL)        |
| حجم ضربه ای/ سطح بدن        | 51 mL/m2 (± 7 mL/m2)  | 52 mL/m2 (± 6.2 mL/m2) |
| کسر تخلیه                   | ۶۶٪ (± ۶٪)            | ۶۷٪ (± ۴٫۶٪)           |
| ضربان قلب                   | 60–100 bpm            | 60–100 bpm             |
| برون‌ده قلبی                 | 4.0–8.0 L/minute      | 4.0–8.0 l L/minute     |

مقدار آن با کسر حجم پایان سیستولی (ESV) از حجم پایان دیاستولی (EDV) برای یک بطن معین به دست می‌آید.
{\displaystyle SV=EDV-ESV}
در یک مرد سالم ۷۰ کیلوگرمی، ESV تقریباً ۵۰ میلی لیتر و EDV تقریباً ۱۲۰ میلی لیتر است و اختلاف ۷۰ میلی لیتری را به عنوان حجم ضربه ای ایجاد می‌کند.
"کار حجم ضربه ای" به کار اشاره دارد، یا همان فشار خون ("P") ضرب در حجم ضربه ای. ESV و EDV متغیرهای ثابت هستند. ضربان قلب و میزان حجم ضربه ای ثابت نیستند.

## عوامل تعیین‌کننده

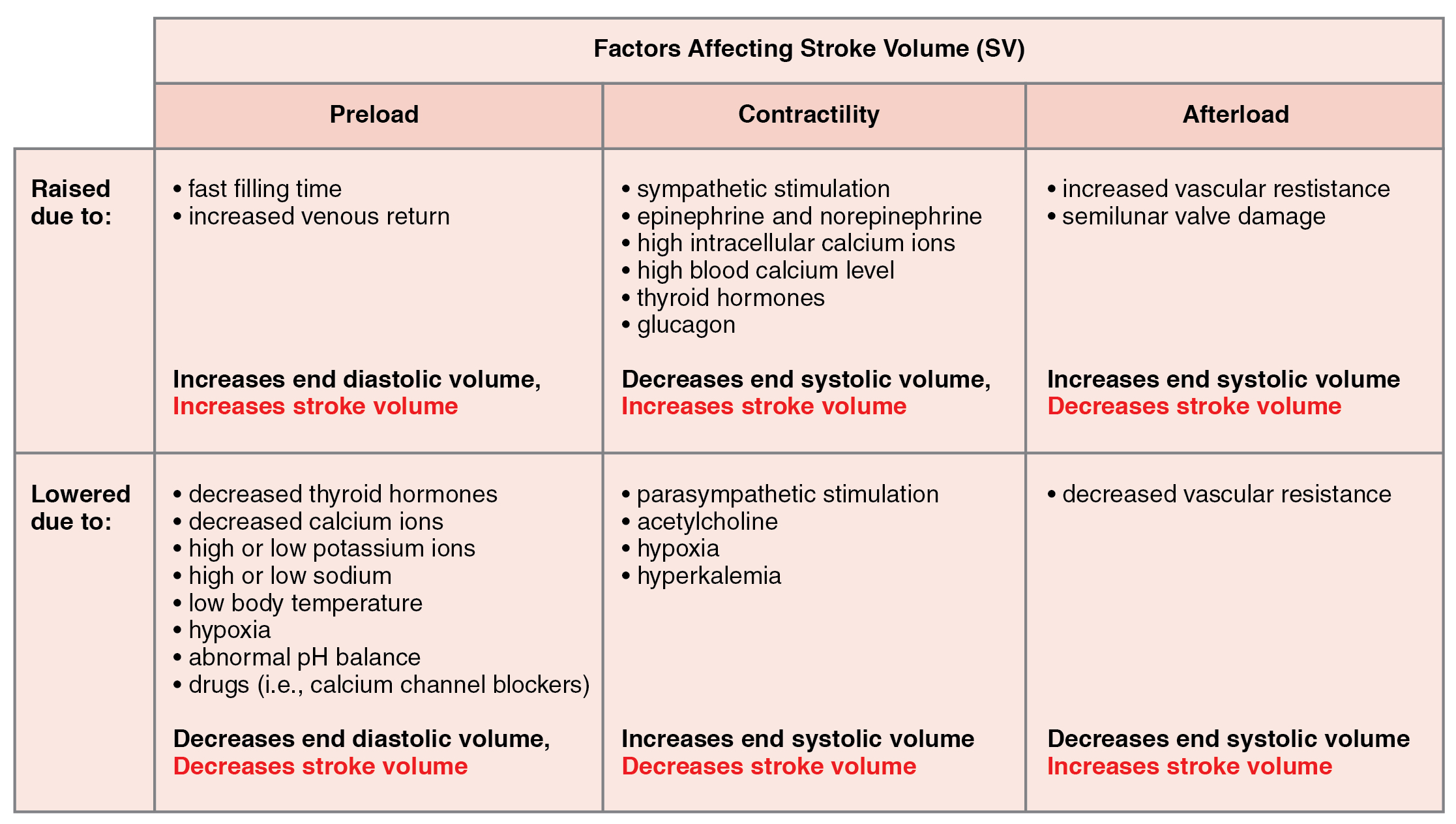
مهم‌ترین عوامل تأثیرگذار بر حجم ضربه ای - عوامل مختلفی روی پیش بار، پس بار و انقباض تأثیر می‌گذارند.

به‌طور متوسط مردان به دلیل بزرگتر بودن قلب، حجم ضربه ای بیشتری نسبت به زنان دارند. با این حال، حجم ضربه ای به عوامل مختلفی از جمله اندازه قلب، انقباض، مدت انقباض، پیش بار (حجم پایان دیاستولی) و پس بار بستگی دارد.

### ورزش
تمرینات طولانی مدت ورزش هوازی همچنین ممکن است باعث افزایش حجم ضربه ای شود، که غالباً منجر به کاهش ضربان قلب (در حالت استراحت) می‌شود. کاهش ضربان قلب باعث طولانی شدن دیاستول بطنی (پر شدن)، افزایش حجم پایان دیاستولی و در نهایت امکان خارج شدن خون بیشتر می‌شود.

### پیش بار
حجم ضربه ای ذاتاً توسط پیش بار کنترل می‌شود (درجه کشیده شدن بطن‌ها قبل از انقباض). افزایش حجم یا سرعت بازگشت وریدی، پیش بار را افزایش می‌دهد و از طریق قانون Frank-Starling، حجم ضربه ای را افزایش می‌دهد. کاهش بازگشت وریدی نتیجه عکس دارد و باعث کاهش حجم ضربه ای می‌شود.

### پس بار
پس بار (که معمولاً به عنوان فشار آئورت در هنگام سیستول اندازه‌گیری می‌شود) حجم ضربه ای را کاهش می‌دهد. اگرچه معمولاً بر حجم ضربه ای در افراد سالم تأثیر نمی‌گذارد، اما پس بار افزایش یافته باعث ممانعت از بطن‌ها در خارج کردن خون می‌شود و باعث کاهش حجم ضربه ای می‌شود. افزایش پس بار ممکن است در تنگی آئورت و افزایش فشار خون شریانی مشاهده شود.

### شاخص حجم ضربه ای
همانند شاخص قلبی، شاخص حجم ضربه ای روشی است برای ارتباط حجم ضربه ای (SV) با اندازه سطح بدن فرد (BSA).
{\displaystyle SVI={SV \over BSA}={(CO/HR) \over BSA}={CO \over {HR\times BSA}}}